# П'єтреле
П'єтреле (рум. Pietrele) — село у повіті Джурджу в Румунії. Входить до складу комуни Беняса.
Село розташоване на відстані 41 км на південь від Бухареста, 21 км на північний схід від Джурджу.

## Населення
За даними перепису населення 2002 року у селі проживали 1286 осіб. Усі жителі села рідною мовою назвали румунську.
Національний склад населення села:
| Національність | Кількість осіб | Відсоток |
| -------------- | -------------- | -------- |
| румуни         | 1264           | 98,3%    |
| цигани         | 22             | 1,7%     |